# Ignacio Zaragoza, Tlacotepec de Benito Juárez
Ignacio Zaragoza är en ort i Mexiko.   Den ligger i kommunen Tlacotepec de Benito Juárez och delstaten Puebla, i den sydöstra delen av landet, 170 km sydost om huvudstaden Mexico City. Ignacio Zaragoza ligger 1 935 meter över havet och antalet invånare är 611.
Terrängen runt Ignacio Zaragoza är platt åt nordost, men åt sydväst är den kuperad. Runt Ignacio Zaragoza är det ganska glesbefolkat, med 45 invånare per kvadratkilometer. Närmaste större samhälle är Santa María la Alta, 5,0 km sydost om Ignacio Zaragoza. Trakten runt Ignacio Zaragoza består i huvudsak av gräsmarker.